# Chiara Gredig
Chiara Gredig, född den 10 oktober 1996, är en schweizisk innebandysspelare som spelar för svenska Endre IF och schweiziska damlandslaget.
Chiara Gredig har med det schweiziska landslaget tagit ett brons i World Games år 2025.